# Love + Dance World Tour
A Love + Dance Wold Tour foi a nona turnê do cantor porto-riquenho Luis Fonsi, em apoio ao seu single mundial, "Despacito" (2017). A turnê começou em 1º de julho de 2017, em Andújar, na Espanha, e terminou em 1º de junho de 2018, em San Juan, Porto Rico.

## Antecedentes
Fonsi anunciou a turnê após sua performance de "Despacito" no Late Night with Conan O'Brien em 12 de junho de 2017. A parte americana da turnê levará Fonsi para os principais mercados, incluindo Los Angeles, Chicago, Atlanta e Las Vegas. Vegas, com mais cidades e datas a serem anunciadas. A turnê começou em 1 de julho na Espanha.

## Artistas de abertura
- Karol G (Estados Unidos - datas selecionadas)[4]

## Set list
Este set list é representativo do show em 1 de julho de 2017. Ele não representa todos os shows durante a duração da tour.
1. "Tanto Para Nada"
2. "Corazon En La Maleta"
3. "Nada Es Para Siempre"
4. "Imaginame Sin Ti"
5. "Apaga la Luz"
6. "Gritar"
7. "Llegaste Tú"
8. "¿Quién Te Dijo Eso?"
9. "Por Una Mujer"
10. "Llueve Por Dentro"
11. "Échame la Culpa"
12. "Se Supone"
13. "Yo Te Propongo"
14. "Aún Te Amo" / "Que Quieres de Mí" / "Abrazar la Vida" / "Aunque Estes con Él" / "Respira"
15. "No Me Doy por Vencido"
16. "Aquí Estoy Yo"
17. "Despacito"

## Shows
| Data                    | Cidade           | País                 | Local                             | Comparecimento | Receita |        |
| Europa                  | Europa           | Europa               | Europa                            | Europa         | Europa  | Europa |
| ----------------------- | ---------------- | -------------------- | --------------------------------- | -------------- | ------- | ------ |
| 1 de julho de 2017      | Andújar          | Espanha              | Campo de Futbol de La Safa        | —              | —       |        |
| 6 de julho de 2017      | Huelva           | Espanha              | Foro Iberoamericano de La Rábida  | —              | —       |        |
| 8 de julho de 2017      | Palma            | Espanha              | Plaza de Toros de Palma           | —              | —       |        |
| 10 de julho de 2017     | Laguna de Duero  | Espanha              | Estadio Municipal de Laguna       | —              | —       |        |
| 11 de julho de 2017     | Gijón            | Espanha              | Palacio de Deportes de Gijón      | —              | —       |        |
| 13 de julho de 2017     | Murcia           | Espanha              | Plaza de Toros de Murcia          | —              | —       |        |
| 14 de julho de 2017     | Valencia         | Espanha              | Auditorio Marina Sur              | —              | —       |        |
| 15 de julho de 2017     | Benidorm         | Espanha              | Plaza de Toros de Benidorm        | —              | —       |        |
| 18 de julho de 2017     | Lisboa           | Portugal             | Praça de Touros do Campo Pequeno  | —              | —       |        |
| 19 de julho de 2017     | Gondomar         | Portugal             | Pavilhão Multiusos de Gondomar    | —              | —       |        |
| 21 de julho de 2017     | Las Palmas       | Espanha              | Estadio Gran Canaria              | —              | —       |        |
| 22 de julho de 2017     | Tenerife         | Espanha              | Parking del Parque Marítimo       | —              | —       |        |
| 23 de julho de 2017     | La Palma         | Espanha              | Recinto Portuario                 | —              | —       |        |
| 25 de julho de 2017     | Vigo             | Espanha              | Instituto Ferial de Vigo          | —              | —       |        |
| 27 de julho de 2017     | Santander        | Espanha              | Campa de la Magdalena             | —              | —       |        |
| 28 de julho de 2017     | Lucca            | Itália               | Piazza Napoleone                  | —              | —       |        |
| 30 de julho de 2017     | Madrid           | Espanha              | Teatro Real                       | —              | —       |        |
| 31 de julho de 2017     | Ibiza            | Espanha              | Recinto Ferial de Ibiza           | —              | —       |        |
| 2 de agosto de 2017     | Marbella         | Espanha              | Starlite Auditorium               | —              | —       |        |
| 3 de agosto de 2017     | Sanlúcar         | Espanha              | Teatro Municipal de Sanlúcar      | —              | —       |        |
| 5 de agosto de 2017     | Palafrugell      | Espanha              | Jardins de Cap Roig               | —              | —       |        |
| 6 de agosto de 2017     | Salou            | Espanha              | Plaça de les Comunitats Autònomes | —              | —       |        |
| 7 de agosto de 2017     | Budapest         | Hungria              | Budapest Park                     | —              | —       |        |
| 10 de agosto de 2017    | Ayia Napa        | Chipre               | Makronissos Beach Club            | —              | —       |        |
| África                  |                  |                      |                                   |                |         |        |
| 11 de agosto de 2017    | North Coast      | Egito                | ARCO Al Sahel Oasis               | —              | —       |        |
| Europa                  |                  |                      |                                   |                |         |        |
| 12 de agosto de 2017    | Stockholm        | Suécia               | Ericsson Globe                    | —              | —       |        |
| 13 de agosto de 2017    | Bodrum           | Turquia              | Palmalife Bodrum Resort           | —              | —       |        |
| América do Sul          |                  |                      |                                   |                |         |        |
| 20 de agosto de 2017    | La Rioja         | Argentina            | Superdomo                         | —              | —       |        |
| 21 de agosto de 2017    | Dolores          | Argentina            | Plaza Castelli                    | —              | —       |        |
| 23 de agosto de 2017    | Mendoza          | Argentina            | Sancor Seguros Arena              | —              | —       |        |
| 25 de agosto de 2017    | Córdoba          | Argentina            | Orfeo Superdomo                   | —              | —       |        |
| 26 de agosto de 2017    | Rosario          | Argentina            | City Center Rosario               | —              | —       |        |
| 28 de agosto de 2017    | Tucumán          | Argentina            | Estadio Central Córdoba           | —              | —       |        |
| 29 de agosto de 2017    | Salta            | Argentina            | Microestadio Delmi                | —              | —       |        |
| 30 de agosto de 2017    | Corrientes       | Argentina            | Club Juventus                     | —              | —       |        |
| 1 de setembro de 2017   | Buenos Aires     | Argentina            | Luna Park                         | —              | —       |        |
| 2 de setembro de 2017   | Buenos Aires     | Argentina            | Luna Park                         | —              | —       |        |
| 3 de setembro de 2017   | Buenos Aires     | Argentina            | Luna Park                         | —              | —       |        |
| América do Norte        |                  |                      |                                   |                |         |        |
| 8 de setembro de 2017   | Las Vegas        | Estados Unidos       | Pearl Concert Theater             | —              | —       |        |
| 9 de setembro de 2017   | Los Angeles      | Estados Unidos       | Wiltern Theatre                   | —              | —       |        |
| 10 de setembro de 2017  | Phoenix          | Estados Unidos       | Comerica Theatre                  | —              | —       |        |
| 13 de setembro de 2017  | El Paso          | Estados Unidos       | Abraham Chavez Theatre            | —              | —       |        |
| 15 de setembro de 2017  | Irving           | Estados Unidos       | The Pavilion                      | —              | —       |        |
| 16 de setembro de 2017  | San Antonio      | Estados Unidos       | Majestic Theatre                  | —              | —       |        |
| 17 de setembro de 2017  | Sugar Land       | Estados Unidos       | Smart Financial Centre            | —              | —       |        |
| 20 de setembro de 2017  | Clearwater       | Estados Unidos       | Ruth Eckerd Hall                  | —              | —       |        |
| 22 de setembro de 2017  | Hollywood        | Estados Unidos       | Hard Rock Live Arena              | —              | —       |        |
| 23 de setembro de 2017  | Orlando          | Estados Unidos       | Hard Rock Live                    | —              | —       |        |
| 24 de setembro de 2017  | Atlanta          | Estados Unidos       | Roxy Theatre                      | —              | —       |        |
| 26 de setembro de 2017  | Rosemont         | Estados Unidos       | Rosemont Theatre                  | —              | —       |        |
| 28 de setembro de 2017  | New York City    | Estados Unidos       | Kings Theatre                     | —              | —       |        |
| 29 de setembro de 2017  | Ledyard          | Estados Unidos       | Fox Theater                       | —              | —       |        |
| 30 de setembro de 2017  | Atlantic City    | Estados Unidos       | Circus Maximus                    | —              | —       |        |
| América do Sul          |                  |                      |                                   |                |         |        |
| 4 de outubro de 2017    | Lima             | Peru                 | Jockey Club                       | —              | —       |        |
| 6 de outubro de 2017    | Temuco           | Chile                | Gimnasio La Salle                 | —              | —       |        |
| 7 de outubro de 2017    | Concepción       | Chile                | Gimnasio Municipal de Concepción  | —              | —       |        |
| 9 de outubro de 2017    | Viña del Mar     | Chile                | Enjoy Viña del Mar                | —              | —       |        |
| 12 de outubro de 2017   | Santiago         | Chile                | Movistar Arena                    | —              | —       |        |
| 13 de outubro de 2017   | Santiago         | Chile                | Movistar Arena                    | —              | —       |        |
| 14 de outubro de 2017   | Antofagasta      | Chile                | Estadio Sokol                     | —              | —       |        |
| 15 de outubro de 2017   | Coquimbo         | Chile                | Enjoy Coquimbo                    | —              | —       |        |
| Europa                  |                  |                      |                                   |                |         |        |
| 19 de novembro de 2017  | Moscow           | Rússia               | Stadium Live Club                 | —              | —       |        |
| 22 de novembro de 2017  | Riga             | Letônia              | Arena Riga                        | —              | —       |        |
| 24 de outubro de 2017   | Belgrade         | Sérvia               | Kombank Arena                     | —              | —       |        |
| 1 de dezembro de 2017   | Rome             | Itália               | Cinecittà World                   | —              | —       |        |
| 3 de dezembro de 2017   | Oberhausen       | Alemanha             | Turbinenhalle Oberhausen          | —              | —       |        |
| 4 de dezembro de 2017   | Amsterdam        | Países Baixos        | Heineken Music Hall               | —              | —       |        |
| Ásia                    |                  |                      |                                   |                |         |        |
| 6 de dezembro de 2017   | Doha             | Catar                | W Doha                            | —              | —       |        |
| América Latina          |                  |                      |                                   |                |         |        |
| 17 de dezembro de 2017  | La Plata         | Argentina            | Republic of the Children          | —              | —       |        |
| 6 de fevereiro de 2018  | Villa María      | Argentina            | Anfiteatro de Villa María         | —              | —       |        |
| 17 de fevereiro de 2018 | El Calafate      | Argentina            | Anfiteatro del Bosque             | —              | —       |        |
| 19 de fevereiro de 2018 | Rosario          | Argentina            | City Center Rosario               | —              | —       |        |
| 21 de fevereiro de 2018 | Viña del Mar     | Chile                | Anfiteatro da Quinta Vergara      | —              | —       |        |
| 27 de fevereiro de 2018 | Montevideo       | Uruguai              | Centro de Espectáculos Landia     | —              | —       |        |
| 7 de março de 2018      | Monterrei        | México               | Auditorio Pabellón M              | —              | —       |        |
| 9 de março de 2018      | Torreón          | México               | Coliseo Centenario                | —              | —       |        |
| 10 de março de 2018     | Tijuana          | México               | Plaza Monumental                  | —              | —       |        |
| 11 de março de 2018     | Mexicali         | México               | Plaza Del Toros                   | —              | —       |        |
| 14 de março de 2018     | Guadalajara      | México               | Telmex Auditorium                 | —              | —       |        |
| 16 de março de 2018     | Cidade do México | México               | Auditório Nacional                | —              | —       |        |
| 17 de março de 2018     | Cancún           | México               | Plaza de Toros de Cancún          | —              | —       |        |
| 18 de março de 2018     | Mérida           | México               | Coliseo Yucatán                   | —              | —       |        |
| 22 de março de 2018     | Moreila          | México               | Plaza de Toros de Moreila         | —              | —       |        |
| 23 de março de 2018     | Culiacan         | México               | Palacio de Gobierno               | —              | —       |        |
| 21 de abril de 2018     | Panama City      | Panamá               | Figali Convention Center          | —              | —       |        |
| 3 de maio de 2018       | Curitiba         | Brasil               | Live Curitiba                     | —              | —       |        |
| 4 de maio de 2018       | São Paulo        | Brasil               | Espaço das Américas               | —              | —       |        |
| 5 de maio de 2018       | Rio de Janeiro   | Brasil               | KM de Vantagens Hall              | —              | —       |        |
| 1 de junho de 2018      | San Juan         | Porto Rico           | Coliseu José Miguel Agrelot       | —              | —       |        |
| 2 de junho de 2018      | San Juan         | Porto Rico           | Coliseu José Miguel Agrelot       | —              | —       |        |
| 9 de junho de 2018      | La Romana        | República Dominicana | Altos de Chavón                   | —              | —       |        |
| 14 de junho de 2018     | Quito            | Equador              | Ruminahui Coliseum                | —              | —       |        |
| 16 de junho de 2018     | Guayaquil        | Equador              | Voltaire Paladines Polo Coliseum  | —              | —       |        |
| Total                   | Total            | Total                | Total                             | —              | —       |        |